# 麗莎·菲利普斯 (總督)
麗莎·菲利普斯（英語：Lisa Phillips，？—），是一名圣赫勒拿、阿森松和特里斯坦-达库尼亚政治人物，是第一名女性聖赫勒拿總督。
菲利普斯曾擔任英國國際發展部駐肯尼亞辦公室主任。